# António José da Silva
António José da Silva Coutinho [אנטוניו ז'וזה דה סילווה]. (Río de Janeiro, 8 de mayo de 1705-Lisboa, 18 de octubre de 1739), apodado o Judeo ("el Judío"), fue un dramaturgo brasileño, ejecutado por la inquisición.
El gran novelista portugués Camilo Castelo Branco, en 1866, construyó una larga novela histórica O Judeu ("El judío"), donde retrata minuciosamente la vida azarosa de varias generaciones de su familia hasta llegar a su brutal muerte. Dedica Camilo el libro a António José da Silva "asesinado en las hogueras del santo oficio, en Lisboa de 1739".
La historia de António José da Silva en 1838 inspiró a Domingos José Gonçalves de Magalhães la obra Antônio José o O poeta e a Inquisição y, cien años después, a Bernardo Santareno, que era de origen judío, la pieza O Judeu ("El judío") en 1966. Asimismo la vida de António José da Silva Coutinho también ha sido retratada en el filme luso-brasileño O Judeu (1995).

## Vida
Pertenecía a una familia de Criptojudia o popularmente llamados marranos (denominación que en España y Portugal se daba a los cristianos nuevos de los que se sospechaba que mantenían secretamente prácticas criptojudías). 
Su padre era abogado y poeta. Su madre, Lourença Coutinho, acusada de judaizar, fue deportada a la metrópoli para ser procesada por la inquisición portuguesa. El padre decidió trasladar a Portugal a toda la familia, para estar cerca de su mujer.
António José da Silva estudió Derecho en la Universidad de Coímbra desde 1725. Interesado en el teatro, escribió una sátira que sirvió de pretexto para ser acusado de judaizante. Fue torturado y quedó parcialmente inválido durante algumas semanas, lo que le impidió asistir a la consiguiente ceremonia de "reconciliación" (auto de fe), tras la que fue liberado.
Inició una breve carrera de abogado que acabó abandonando para dedicarse plenamente a la literatura, convirtiéndose en el más famoso dramaturgo portugués de los años 1730. Sus comedias, conocidas como las obras do Judeu (del judío), fueron representadas con asiduidad. Influido por las ideas igualitarias de la Ilustración francesa, formó parte del grupo de los estrangeirados ("extranjerizados"), como el también brasileño Alexandre de Gusmão (1695-1753), consejero del rey Juan V de Portugal.
Se inspiraba en el espíritu y el lenguaje del pueblo, rompiendo con los modelos clásicos e incorporando la música y el canto como elemento del espectáculo. Ocho de sus óperas fueron publicadas en dos volúmenes en 1744, con el título Theatro comico portuguez (recuperadas en 1940, por el investigador Luis Freitas Branco). Más tarde el musicólogo Felipe de Souza confirmó que la autoría del texto correspondía a António José, y la de la música al padre Antônio Teixeira.
En 1737 fue nuevamente encarcelado por la Inquisición junto con su madre y su esposa (Leonor de Carvalho, con la que se había casado en 1728, y que era también su prima). Ambas fueron liberadas posteriormente, pero António José da Silva fue nuevamente sometido a tortura, momento en el que se comprobó que estaba circuncidado. Una esclava negra testificó que observaba el Shabbat. A pesar de que la lectura de la sentencia no permite asegurar que de hecho fuera judaizante, el proceso, llevado a cabo con notoria mala fe por parte del tribunal, terminó con su condena a muerte. Siguiendo el procedimiento habitual para los que declaraban desear morir en la fe católica, fue ejecutado por el procedimiento del garrote antes de ser quemado en un auto de fe que tuvo lugar en Lisboa. Su mujer, que asistió a su ejecución, murió poco después.
Su biografía inspiró la obra teatral O Judeu (1966), de Bernardo Santareno, él mismo de origen judío.
Más recientemente, su vida fue objeto de adaptación cinematográfica en la película brasileña O Judeu, de Tom Job Azulay (1995). El actor que lo representaba, Felipe Pinheiro, falleció durante el rodaje.

## Obra
Sus obras dramáticas, que fueron representadas en el teatro Bairro Alto entre 1733 y 1738, incluyen las siguientes comedias, todas interpretadas por títeres:
- Vida do grande D. Quixote de la Mancha e do gordo Sancho Pança (1733)
- Esopaida ou Vida de Esopo (1734)
- Os Encantos de Medeia (1735)
- Anfitrião ou Júpiter e Alcmena (1736)
- Labirinto de Creta (1736)
- As Variedades de Proteu (1737)
- Guerras do Alecrim e da Manjerona (1737)
- Precipício de Faetonte (1738)
- El Prodígio de Amarante (Comedia escrita en castellano, hacia 1737)
- Amor Vencido de Amor e Os Amantes de Escabech (ambas perdidas)

Existe también un manuscrito en la Biblioteca de la Academia de Ciencias de Lisboa que es atribuida a António José da Silva la autoría de la novela exemplar e picaresca titulada Obras do Diabinho da Mão Furada, que otro manuscrito (en la Biblioteca Nacional de Lisboa) atribuye a Pedro José da Fonseca. El problema de atribución ha sido estudiado por António José Saraiva.